# Жермен Гекс
Жермен Гекс (на френски: Germaine Guex) е швейцарски психоаналитик и психолог.

## Биография
Родена е на 17 април 1904 година във Франция. Започва да учи психология в Женева в Института Жан-Жак Русо. След това става асистентка на Жан Пиаже в неговата лаборатория. По-късно, през 1930 г., е взета на работа от психоаналитика Андре Репон, за да наглежда вдъхновени от психоанализата медицински и психологически звена. В тези звена консултациите са насочени към деца, родители и учители с цел терапия и превенция. Докато работи с Репон, тя се запознава с работата на Зигмунд Фройд. След това се премества в Лозана и практикува психоанализа и спомага за организирането на психоаналитично обучение във френско-говорещата част на Швейцария. Тя е сътрудник на Шарл Одие.
Умира на 20 ноември 1984 година в Лозана на 80-годишна възраст.